# I Set My Friends On Fire
I Set My Friends On Fire ou (ISMFOF) é uma banda estadunidense de post-hardcore, formada por Matt Mehana vinda de Miami, Florida e formada no ano de 2007. Logo em seguida, eles assinaram com a Epitaph Records, em outubro de 2008 é lançado seu primeiro álbum intitulado “You Can’t Spell Slaughter Without Laughter”. O álbum atingiu a 29º posição no “Billboard Top Heatseekers”.

## Historia

### I Set My Friends on Fire EP& o Começo (2007–2008)
Nabil Moo e Matt Mehana antes de formarem o ISMFOF já tocavam juntos em uma banda chamada We Are The Cavalry, Nabil e Matt formaram o ISMFOF no final de Agosto de 2007, eles não são decididamente veteranos na música, eles iniciaram sua jornada musical ao mesmo tempo em que começaram o ensino médio.
Desde a sua formação em Miami, na Flórida, em 2007, a banda não tem desperdiçado qualquer momento em se tornar um dos atos mais emocionantes na música de hoje. A banda foi assinada com Epitaph Records quando Mehana tinha apenas dezessete anos de idade e seu segundo show foi no Festival Bamboozle de 2008 ao lado de bandas como Jimmy Eat World e Paramore. Desde então, a banda executou incansavelmente em sua estréia de 2008 'You Can't Spell Slaughter Without Laughter' ao lado de bandas como Chiodos, Silverstein e A Skylit Drive, construindo uma base de fãs de forma incansável.
Mehana e Moo começaram a fazer músicas sob o nome "I Set My Friends on Fire". Alguns supuseram que o novo nome era derivado da canção de Aiden do mesmo título. O grupo, entretanto, explicou que o nome era puramente original, assim como seu ódio de Aiden. Eles conquistaram uma grande audiência devido em parte ao Myspace, onde seu primeiro single é uma versão de "Crank That (Soulja Boy) Soulja Boy Tell 'Em" (originalmente intitulado "Crank That Cavalry Boy") recebeu mais de um milhão de Views, no entanto, a página Myspace removeu três vezes a conta da banda porque o Myspace tinha pensado que a banda estava usando o Software para aumentar o número de Views. A banda lançou um  EP auto-intitulado antes de lançar seu primeiro álbum. O EP apresenta as músicas "Crank That (Soulja Boy)", "ASL", e "Beauty Is in the Eyes of the Beerholder".

### You Can't Spell Slaughter Without Laughter(2008–2009)
You Can't Spell Slaughter Without Laughter (2008-2009)
A banda então assinou com Epitaph Records, que lançou seu Álbum de estréia You Can't Spell Slaughter Without Laughter  em 7 de outubro de 2008. A banda recebeu críticas negativas de vários críticos. You Can't Spell Slaughter Without Laughter alcançou a 29º no Billboard Top Heatseekers. A música "Things That Rhyme with Orange" foi o segundo single do álbum e seu terceiro single.E o vídeo da música foi lançado.

### Works with Smosh (2008–2009)
Em 21 de novembro de 2008, a dupla de comédia Smosh se juntou com I Set My Friends on Fire e lançou seu primeiro videoclipe e segundo single, chamado "Sex Ed Rocks" com mais de 20 milhões de visualizações. Mais tarde, em setembro de 2009, eles se uniram novamente e lançaram seu segundo videoclipe e quarto single, chamado "Four Years Foreplay" com mais de 7 milhões de visualizações. "Four Years Foreplay" apresentou o novo baterista Chris Lent, de I set My Friends On Fire, de From First To Last.

### Astral Rejection(2010–2012)
I Set My Friends on Fire entrou no estúdio no início de 2010 para gravar e gravar seu segundo Álbum. O grupo se apresentou no The Bamboozle em 1º de maio de 2010 e depois entrou no estúdio pela segunda vez em 2 de junho de 2010 para terminar seu próximo álbum. O primeiro single do álbum, "Excite Dyke", foi lançado exclusivamente via download digital em 15 de junho de 2010, como parte de um novo CD de compilação Epitaph Records intitulado "New Noise Vol. 1".
O Álbum completo Astral Rejection foi lançado e transmitido por ISMFOF em 16 de junho de 2011. Astral Rejection foi lançado nas lojas em 21 de junho de 2011. Em 18 de julho, o videoclipe de "It Comes Naturally" foi lançado no YouTube com os diretores Nicholas Lent e co-fundador e ex-membro Nabil Moo.

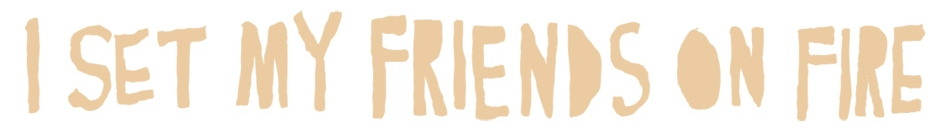
Logotipo da banda

### Caterpillar Sex(2013)
Em 6 de março de 2015, Mehana apareceu no vídeo da banda experimental Awesome Alliance que estreou na Alternative Press. Em 9 de dezembro de 2016, a banda anunciou em sua página no Facebook que eles assinaram contrato com a Tragic Hero Records e lançaram um novo single intitulado "My Uzi Holds A Hundred Round Conscience" e um vídeo musical para o single também.

### My Uzi Holds A Hundred Round Conscience(2017-Presente)
Em 9 de dezembro de 2016, a banda anunciou em sua página no Facebook que eles assinaram contrato com a Tragic Hero Records e lançaram o primeiro single de seu próximo álbum de estúdio; "My Uzi Holds A Hundred Round Conscience". O single é auto-intitulado após o nome do álbum. "My Uzi Holds A Hundred Round Conscience" tem um vídeo de música para o single também.

## Estilo musical
I Set My Friends on Fire é reconhecido pelo seu estilo Música experimental. O grupo mistura elementos de uma variedade de gêneros, incluindo Electronicore, Crunkcore, Post-hardcore e muito mais. AllMusic descreve o estilo do grupo como "um tornado de influências musicais e gêneros."

## Integrantes

### Atuais Integrantes
Matt Mehana - vocal principal, programação (2007-presente)
Nate Blasdell - guitarra principal, backing vocals (2015-presente)
Chris Thompson - bateria (2016-presente)
Connor Mitchener - baixo (2016-presente)
Hector Bagnod  – guitarra rítmica (presente)

### Ex-integrantes
Nabil Moo - guitarra, vocais, baixo, sequenciador, programação (2007-2010)
Chris Lent - bateria, guitarra, sequenciador (2009-2011)
Josh Miller - bateria (2015-2016)
Jonathan Rosell - guitarra rítmica (2015-2017)

### Integrantes de tour
Joe Mosey - baixo, (2015-2016)
Cody Wagner - Bateria, (2016)
Blake Steiner - guitarra principal (2010-2011)
Evan Perry - DJ (2011)
Ashton Howarth - guitarra rítmica (2011)
Andrew Tapley - guitarra rítmica, baixo (2011)
Matt Mingus - bateria (2012)
Joe Nelson - guitarra principal, backing vocals (2011-2012)
Airick Delgado - guitarra rítmica (2012)
Agosto Bartell - bateria (2012)

## Discografia

### Albuns/EPs
| Data | Album                                      | Gravadora           | Posição  | Posição |
| Data | Album                                      | Gravadora           | US Indie | US Heat |
| ---- | ------------------------------------------ | ------------------- | -------- | ------- |
| 2008 | I Set My Friends on Fire (EP)              | Self-released       | —        | —       |
| 2008 | You Can't Spell Slaughter Without Laughter | Epitaph             | —        | 29      |
| 2011 | Astral Rejection                           | Epitaph             | 47       | 9       |
| 2016 | Caterpillar Sex                            | Tragic Hero Records | —        | —       |
| 2019 | Astral Rejection (OG)                      | Epitaph             | —        | —       |
| 2020 | Online Now                                 | Death Quartz        | —        | —       |

### Singles
| Nome                                      | Data de lançamento     | Album                                      |
| ----------------------------------------- | ---------------------- | ------------------------------------------ |
| "Crank That"                              | 16 de Setembro de 2008 | You Can't Spell Slaughter Without Laughter |
| "Sex Ed Rocks"                            | 21 de Novembro de 2008 | Single                                     |
| "Things That Rhyme with Orange"           | 22 de julho de 2009    | You Can't Spell Slaughter Without Laughter |
| "Four Years Foreplay"                     | 17 de setembro de 2009 | Single                                     |
| "Excite Dyke"                             | 15 de Junho de 2010    | Astral Rejection                           |
| "It Comes Naturally"                      | 22 de março de 2011    | Astral Rejection                           |
| "Life Hertz"                              | 24 de maio de 2011     | Astral Rejection                           |
| "Astral Rejection"                        | 14 de junho de 2011    | Astral Rejection                           |
| "Midwife Toad"                            | 16 de abril de 2013    | Caterpillar Sex                            |
| "The "D" in Capitation"                   | 2 de setembro de 2013  | Caterpillar Sex                            |
| "My Little Cabbage Planetarium"           | 13 de dezembro de 2013 | Caterpillar Sex                            |
| "Pro Seizures"                            | February 27, 2014      | Caterpillar Sex                            |
| "Nobody Wants To Be Parrot Man"           | May 15, 2014           | Caterpillar Sex                            |
| "Nail Biting Therapy"                     | 25 de dezembro de 2015 | Caterpillar Sex                            |
| "My Uzi Holds A Hundred Round Conscience" | 9 de dezembro de 2016  | Single                                     |
| "Don't Take Me For Pomegranate"           | 6 de setembro de 2018  | Single                                     |
| "The Vision and Scarlet Witch"            | 6 de janeiro de 2019   | Caterpillar Sex                            |
| "It Comes Naturally (Demo)"               | 8 de janeiro de 2019   | Single                                     |
| "Versace Tamagotchi"                      | 13 de junho de 2019    | Single                                     |
| "2 Short Breathes In 2 Minute Days"       | 13 de junho de 2020    | Single                                     |
| "Existence is... You're On Your Own"      | 26 de janeiro de 2022  | Single                                     |
| "PURÉE EVIL"                              | 6 de fevereiro de 2023 | Single                                     |
| "Am I On Earth?"                          | 24 de janeiro de 2024  | Single                                     |
| "Poison Oak"                              | 1 de fevereiro de 2024 | Get Off The Internet                       |

## Videografia
| Nome                                      | Data de lançamento     | Album                                      |
| ----------------------------------------- | ---------------------- | ------------------------------------------ |
| "Sex Ed Rocks"                            | 21 de novembro de 2008 | Single                                     |
| "Things That Rhyme With Orange"           | 22 de julho de 2009    | You Can't Spell Slaughter Without Laughter |
| "Four Years Foreplay"                     | 17 de setembro de 2009 | Single                                     |
| "Astral Rejection"                        | 14 de junho de 2011    | Astral Rejection                           |
| "It Comes Naturally"                      | 18 de julho de 2011    | Astral Rejection                           |
| "My Uzi Holds A Hundred Round Conscience" | 9 de dezembro de 2016  | Caterpillar Sex                            |